# Ozoroa xylophylla
Ozoroa xylophylla är en sumakväxtart som först beskrevs av Engl. & Gilg, och fick sitt nu gällande namn av R. & A. Fernandes. Ozoroa xylophylla ingår i släktet Ozoroa och familjen sumakväxter. Inga underarter finns listade i Catalogue of Life.